# Paradise Lost (Film)
Paradise Lost ist ein Porno-Spielfilm des Regisseurs Michael Raven aus dem Jahr 2002.

## Handlung
Der Film ist eine lose Adaption von John Miltons klassischem epischen gleichnamigen Gedicht.
Die Action beginnt, als die Kamera den Raum abtastet und die Gäste des gehobenen, heruntergekommenen Clubs namens Club Paradise darstellt. Dies ist Evas Arbeitsort, wird aber tatsächlich durch Adams übertriebene Wahrnehmung dargestellt. Die Mädchen, die Kleidung tragen (nicht alle), sind erstaunlich gekleidet. Mädchen tanzen erotisch auf beleuchteten erhöhten Blöcken. Eine andere freut sich, dass alle es sehen können. Das letzte bemerkenswerte Mädchen im Raum liegt nackt und flach auf dem Rücken, während die Leute das strategisch platzierte Sushi essen, das ihren Körper bedeckt. Kurz nachdem die Kamera den Raum gescannt hat, beginnen Monica Mayhem und Wendy Devine mit Oralsex an zwei verschiedenen Männern, um die Kulisse einer Orgie zu schaffen. Die Szene endet dann mit Adam und Eva in ihrem Schlafzimmer.
Szene zwei wirft den ersten Blick in Evas Gedanken. In einem weißen Raum auf einem Stein sitzen ein Mann und Frauen. Sie sind mit Ganzkörper-Make-up bedeckt, um Statuen oder ein Paar darzustellen, das in ihrer Beziehung kalt geworden ist. Als lebendig werden sie ein Paar darstellen, das wieder Leidenschaft findet.

## Auszeichnungen
- 2003: AVN Award – Best Supporting Actor – Film (Mr. Marcus)
- 2003: AVN Award – Best Overall Marketing Campaign – Individual Title or Series